# Ephebe orthogonia
Ephebe orthogonia är en lavart som beskrevs av Henssen. Ephebe orthogonia ingår i släktet Ephebe och familjen Lichinaceae.   Inga underarter finns listade i Catalogue of Life.